# Gyarmathy Ágnes
Gyarmathy Ágnes (Budapest, 1941. augusztus 9. – 2023. április 27.) Munkácsy Mihály-díjas magyar díszlet- és jelmeztervező, egyetemi oktató.

## Életpályája
Szülei Gyarmathy Tihamér festőművész (1915–2005) és Gobbi Éva voltak. Öccse Rádóczy Gyarmathy Gábor festőművész. 1959-ben érettségizett. 1960–1962 között a Pécsi Nemzeti Színház színésznője volt. 1962–1966 között a poznańi Képzőművészeti Főiskola hallgatója volt. 1966–1968 között, valamint 1972–1978 között a Szegedi Nemzeti Színházban dolgozott. 1968–1972 között a debreceni Csokonai Színház díszlet- és jelmeztervezője volt. 1979–1981 között a kecskeméti Katona József Színházban tevékenykedett. 1981–1988 között a Békéscsabai Jókai Színházban tervezte meg a díszletet és a jelmezeket. 1988-ban ismét Kecskeméten dolgozott. 1989-től a nyíregyházi Művészeti Szakközépiskola díszlet- és jelmeztervezés tanára. 1990-ben újra Debrecenbe került. 1993–1998 között a nyíregyházi Móricz Zsigmond Színházban dolgozott. 1998-tól a debreceni Csokonai Színházban tevékenykedett. 2003 óta a Kaposvári Egyetem Látványtervező Tanszékének tanára.

## Magánélete
1973-ban házasságot kötött Giricz Mátyás színházi rendezővel. Egy fiuk született, Máté Mátyás (1975), aki örökölte festő nagyapja tehetségét. 1977 óta Solymáron élt.

## Színházi munkáiból
A Színházi Adattárban regisztrált bemutatóinak száma: díszlettervezőként: 223; jelmeztervezőként: 342. 193 alkalommal jelmez és díszlettervező volt egy személyben.
- Eisemann Mihály: Én és a kisöcsém (1966 – Szolnok)
- Nádasi László: Házasságról szó sem lehet! (1967 – Szeged)
- José Triana: Gyilkosok éjszakája (1969 – Universitas Együttes)
- Molière: A Mizantróp (1971 – Madách Színház)
- Hernádi Gyula-Jancsó Miklós: Fényes szelek (1971 – Huszonötödik Színház)
- Madách Imre: Az ember tragédiája (1977 – Szeged))
- Illyés Gyula: A kegyenc (1990 – Józsefvárosi Színház)
- Háy János: A Gézagyerek (2001 – Debrecen)
- Verdi: Nabucco (2004 – Debrecen)
- Nemes Nagy Ágnes: Bors néni (2012 – Kecskemét)
- Molnár Ferenc: Liliom (2015 – Szabadka)

## Kiállításai

### Egyéni
- 1975 Szeged
- 1982 Kaposvár
- 1984 Budapest, Érd, Békéscsaba
- 1994 Nyíregyháza
- 2013 Solymár

### Csoportos
- 1967 Párizs, Stockholm
- 1980, 1983 Budapest

## Filmjei
- Mephisto (1981)
- A hétpettyes lovag (1981)
- Három szabólegények (1982)
- Katzenspiel (1982)
- Mennyei seregek (1983)
- Bajuszverseny (1983)
- Rutinmunka (1984)
- Szamárköhögés (1987)
- Az én XX. századom (1989)
- A hecc (1989)
- Az egyiptomi tanács (2002)
- Perlasca – Egy igaz ember története (2002)
- Micimackó (2005)
- Bubus (2010)

## Díjai, elismerései
- Munkácsy Mihály-díj (1978)
- Gyula Város Művészeti Díja (1981)
- Békés Megye Művészeti Díja (Pro Urbe, 1986)
- a Prix Italia tv-fesztivál díja (1989)
- Ostar-díj (1996)
- Kortárs művészeti díj (2003)
- Szegedi Dömötör-díj (2003)
- Debreceni Művészeti Nívódíj (2004)
- a strasbourgi európai tv-fesztivál díja